# 적성 이씨
적성 이씨(積城 李氏)는 한국의 성씨이다. 시조는 이만길로 이만길은 고려문하시중이다. 문중 선산은 광주 학동 산 27번지이며 현재 자손들은 전남 화순과 전남 담양에 주로 모여서 살고 있다. 정식 등록명은 적성이씨 시중공파이다.